# Миклош Радноти
Миклош Радноти (рођен као Миклош Глатер, варијанте презимена: Раднои, Радноци; мађ. Miklós Radnóti, Miklós Glatter; 5. мај 1909 – 4. или 9. новембар 1944) био је мађарски песник, истакнути представник савремене мађарске лирске поезије, као и сертификовани професор средње школе за мађарски и француски језик. Одликовао се тежњом ка чистом жанру и обнови традиционалних, проверених жанрова.

## Биографија
Миклош Радноти, рођен као Миклош Глатер, потиче из дуге лозе мађарских јеврејских трговаца, крчмара и трговаца на мало из места Раднот, које се данас налази у Словачкој.
У време његовог рођења, отац Миклоша Глатера, Јакаб Глатер, радио је као путујући продавац за текстилну компанију Brück & Grosz, која је припадала његовом шураку. Рођен је у XIII округу (четврт Ујлипотварош) у Будимпешти, главном граду Краљевине Мађарске. При рођењу, његов брат близанац је био мртав, а мајка, Илона Грос, преминула је убрзо након порођаја. Његов отац се поново оженио 1911. године Илоном Молнар (1885–1944). Године 1921. отац му је преминуо од можданог удара, а старатељ му је постао муж његове тетке, Деже Грос, који је био један од власника текстилне компаније у којој је његов отац радио до смрти.
Радноти је похађао основну и средњу школу у месту рођења, а затим се, на савет стрица, школовао у гимназији за текстилну индустрију у Либерецу 1927–28. године. Потом је до 1930. радио као комерцијални кореспондент у породичној текстилној фирми. На крају, његова жеља за другачијим образовањем превладала је, те је почео да студира филозофију, мађарски и француски језик на Универзитету у Сегедину.
Године 1934. завршио је студије са докторском тезом из филозофије под називом „Уметнички развој Маргит Кафке“. Након дипломирања, мађаризовао је своје презиме у Радноти, по родном месту својих предака са очеве стране. У августу 1935. оженио се својом дугогодишњом љубављу, Фани Ђармати (1912–2014), ћерком власника реномиране штампарије Ђармати. Њихов веома срећан брак, нажалост, остао је без деце све до његове депортације. Прве професионалне искуства стекао је као професор у гимназији Зигмонд Кемени у Будимпешти током школске 1935/36. године.
У септембру 1940. био је регрутован у радни батаљон (врста неноружане војне службе, која је у почетку била намењена неспособнима за војну службу, али је током Другог светског рата постала казна за грађане сматране неподобнима, попут левичара, дисидената, Јевреја) у оквиру Краљевске мађарске војске, где је служио до децембра исте године, а затим поново од јула 1942. до априла 1943. године. Дана 2. маја 1943. године, заједно са супругом, прешао је из јудаизма у римокатоличку веру.
У мају 1944. године почела је његова трећа служба у радном батаљону, а његов батаљон је упућен у руднике бакра у Бору у Србији. Од 1943. године, мађарски јеврејски принудни радници у рудницима бакра у Бору обезбеђивали су половину укупне производње бакра за потребе немачке ратне индустрије. Надзорници принудних радника у Бору били су познати по својој суровости.
Дана 17. септембра 1944. године, батаљону је наређено да напусти камп пешице у две групе како би побегли од савезничких војски које су напредовале. Радноти се налазио у првој групи (око 3.600 принудних радника), од којих је отприлике половина страдала. Надзорници друге групе су били нападнути од стране југословенских партизана пре поласка, те су сви принудни радници из те групе преживели. Радноти је издржао нехумане услове током принудног марша од Бора до Сенткираљсабадје, где је 31. октобра написао своју последњу песму.

## Убиство и његове последице
У новембру 1944. године, због потпуне физичке и менталне исцрпљености, Радноти и још двадесет заробљеника су стрељани и сахрањени у масовној гробници код бране у Абди. Стрељање су извршили чувари, под командом официра и четворице војника Краљевске мађарске војске. Наводе се различити датуми за овај масакр. Неки извори указују на период од 6. до 10. новембра, док је у детаљној и научној изложби Мађарске академије наука из 2009. године као датум смрти наведен 4. новембар.
Деветнаестог јуна 1946. године, масовна гробница у Абди је откопана, при чему су пронађена лична документа, писма и фотографије. Двадесет петог јуна исте године, Радноти је сахрањен на јеврејском гробљу у Ђеру, заједно са још двадесет једном жртвом.
Дванаестог августа 1946. године, његова удовица, Фани Ђармати, отишла је у Ђер са Ђулом Ортутајем, Габором Толнаијем и Дежеом Баротијем како би идентификовала тело свог мужа, које је поново ексхумирано. У свом делу Ecce homo (Канадско-мађарске новине, 2011), Тамаш Семењеи-Киш описује како Фани Ђармати тада није видела тело свог мужа, већ су јој показани предмети који никада нису припадали Раднотију. Због тога, приликом треће сахране, више није била сигурна да се у затвореном ковчегу заиста налазе остаци њеног супруга. Трећа сахрана Миклоша Раднотија у Будимпешти одржана је јавно, 14. августа 1946. године. Мису за покојника служио је Раднотијев некадашњи духовник, отац Шандор Шик. Ђула Ортутај је одржао говор у име његових пријатеља. Радноти је сахрањен на гробљу Фиуме у Будимпешти, на парцели 41, гроб број 41.
Командант страже која је извршила масакр, наредник Андраш Талаш, одмах је након Другог светског рата приступио Комунистичкој партији Мађарске, али је ухапшен током стаљинистичке политичке чистке 7. августа 1945. године. Осудила га је послератна Народна судница због окрутности према робовима радницима у концентрационом логору Бор, и погубљен је 27. фебруара 1947. године. Ипак, ни име Миклоша Раднотија, нити масакр јеврејских заробљеника код Абде, нису поменути у обимном тужилачком досијеу или током суђења.
Имена осталих убица остала су непозната мађарском народу све до 2006. године. Тајна истрага коју је између 1967. и 1977. године спровело Министарство унутрашњих послова током комунистичке ере идентификовала је четворицу војника Краљевске мађарске војске под командом наредника Талаша који су учествовали у убиствима: Шандора Бодора, Иштвана Резегија (или Резега; обојица су били дугогодишњи чланови владајуће Мађарске комунистичке партије), као и Шандора Куноша и Јаноша Малакуција. Нико други никада није оптужен или гоњен у једнопартијској комунистичкој држави. Шандор Кунош и Јанош Малакуци, који нису били чланови Партије, остали су под тајним надзором мађарске тајне полиције (АВО).

## Галерија
- [Статуа у Будимпешти, Имре Варга
- Статуа у Мохачу, Имре Варга
- Биста у Мошонмађаровару
- Биста на Маргитином острву
- Миклош Радноти; ЕЛТЕ школа у Будимпешти, Зугло
- Столперштајн у Будимпешти
- Спомен-плоча